# Sajna (rzeka)
Sajna – rzeka w województwie warmińsko-mazurskim, lewobrzeżny dopływ Gubra, a poprzez Łynę znajduje się w dorzeczu Pregoły.
Przejęto w sposób umowny i obowiązujący, że rzeka przepływająca przez Reszel ma nazwę Sajna. Rzeka ma długość 50,6 km.
Średni przepływ wody z lat 1951–1970 przy ujściu rzeki wynosił 3 m³/s.

## Nazwy rzeki
- Sajna: Zaine, Says – 1326, Zaim – 1595
- Izera (niem. Eyserfliess) jako dopływ Sajny przepływający przez Reszel.

O cieku wodnym przepływającym przez Reszel Słownik geograficzny Królestwa Polskiego podaje: "Leży nad rzeką Zaine albo Eiser". W dalszym tekście przy opisie powiatu reszelskiego zapisano: "Najmocniejszą z drobnych rzeczek w powiecie jest Rhain wypływający z jezior w płd.-wsch. części, który przepłynąwszy jezioro Zain przybiera jego nazwę"
- Cyna[1]

## Cieki wpływające do dawnego jeziora Sajno
- Ówczesny Rein (obecnie Ryn) to jedyny ciek wodny mający nazwę z zaznaczonych cieków wodnych na mapie Enderscha z roku 1755. Strumień Ryn przepływa przez Kolno, Ryn do dawnego Jez. Sajno (także według mapy zamieszczonej w monografii Biskupca}. Prawobrzeżnym dopływu Rynu w miejscowości Ryn jest strumień płynący od Oterek przez Kabiny, przed Kabinami zasilony strumieniem odprowadzającym wodę z Jez. Bęskiego. Na odcinku strumienia Ryn: od wsi Ryn do Jez. Sajno w połowie XVIII w. znajdowały się dwa młyny wodne.
- Źródła rzeki (opisywanej w monografiach Biskupca i Kętrzyna jako Sajna) znajdują się między wsiami Łężany i Wola. Rzeka zabiera wodę z Jeziora Legińskiego oraz połączonych z nim jezior i płynie w kierunku Reszla. Przed Reszlem w Grodzkim Młynie (młyn wodny oznaczony na XVIII mapie) skręca w kierunku zachodnim przyjmując wodę z prawobrzeżnego dopływu strumienia płynącego przez Reszel. Koło wsi Mołdyty Sajna skręca ponownie w kierunku północnym. Dalej płynie przez teren dawnego Jeziora Sajno. Ciek wodny płynący przez Reszel obecnie nazywany jest Sajną. Sajna posiada swoje źródła pod Widrynami, przepływała obok Kociborza do jeziora, które znajdowało się między Reszlem a Klewnem. W średniowieczu wybudowano kanał wodny doprowadzający wodę pitną – od tego cieku do zbiornika z drewna dębowego znajdującego się wówczas przed miastem.
- Trzeci z cieków oznaczony także na XVIII-wiecznej mapie płynie do Jez. Sajno przez Unikowo i Sątopy.

## Ichtiofauna
Dominującymi gatunkami ryb są w rzece: płoć, kleń, jelec, okoń, szczupak, lin, kiełb i wzdręga. Kilka lat po II wojnie światowej napotykano tu pstrągi potokowe, które utrzymywały się do 1965.

## Jezioro Sajno
Na mapie Warmii Enderscha z roku 1755 Jezioro Sajno (zapisane jako Zain S.) ma kształt jeziora rynnowego, którego początek znajduje się między wsiami Trochsen, a Bischoffsdorffem, a koniec koło wsi Plossen. Nad dawnym jeziorem była rezydencja biskupów warmińskich w ówczesnym Bischoffsdorffie. O jeziorze Sajno pod koniec XIX w. zapisano w Słow. geogr.; "Zain należy do dóbr rycerskich Bischdorfu, a właściciel osusza je obecnie. Obszar osuszony ma według mniemania fachowych ludzi stać się równym holenderskim moczarom. Na melioracją tę dał powiat 260000 mrk. zapomogi"
Jezioro to zostało osuszone poprzez wybudowanie dwóch kanałów obwodowych i zastosowanie przepompowni wody zrzucających wodę za groblę. Uzyskany w ten sposób polder (o powierzchni około 300 ha) charakteryzował się wysoką produkcyjnością łąk. Po likwidacji PGR odwodnienie polderu nie funkcjonuje. Jego teren jest już w znacznej części jeziorem i stał się ostoją ptaków wodnych.
Sajna przepływa dalej przez tereny wsi: Pleśno, Krzeszewo, Łankiejmy, Krzemity, Bykowo i wpada do Gubra w Sątocznie.